# Roste Jeanne
Roste Jeanne is een Belgisch bier van hoge gisting.
Het bier wordt gebrouwen door De Struise Brouwers, Oostvleteren bij Brouwerij Deca te Woesten. Het is een donker amberkleurig bier met een alcoholpercentage van 7%. Dit bier wordt gebrouwen in opdracht van de stad Nieuwpoort ter gelegenheid van de Heksenstoet.